# جامعه و بازار مشترک کارائیب
جامعه و بازار مشترک کارائیب (کاریکام) (به انگلیسی: Caribbean Community (CARICOM))، یک اتحادیه سیاسی و اقتصادی بین‌المللی متشکل از 15 کشور عضو در قاره آمریکا و اقیانوس اطلس است. اهداف این سازمان ارتقای یکپارچگی اقتصادی و همکاری بین اعضای خود، تضمین منافع حاصل از یکپارچگی به‌طور عادلانه، و هماهنگ کردن سیاست خارجی آن‌هاست. این سازمان در سال 1973 تأسیس شد،  که در ابتدا چهار عضو مؤسس، معاهده چاگواراماس را امضا کردند. فعالیت های اولیه آن شامل:
- هماهنگی سیاست‌های اقتصادی و برنامه‌ریزی توسعه.
- آغاز پروژه‌های ویژه برای کشورهای کمتر توسعه‌یافته در حوزه قضایی.
- فعالیت اعضا در یک بازار واحد منطقه‌ای.
- رسیدگی به اختلافات تجاری منطقه‌ای

از طریق امضای معاهده «چاگواراماس» در ترینیداد در سال ۱۹۷۳ میلادی به عنوان جنبشی در راستای ایجاد در حوزه کارائیب شکل گرفت و جایگزین نهاد تجارت آزاد کارائیب شد که در سال ۱۹۶۵ تأسیس شده بود. در دهه ۹۰ تجدید نظر در معاهده چاگواراماس به منظور نهادینه‌سازی گسترده‌تر همگرایی منطقه‌ای و ایجاد اقتصاد و بازار واحد کارائیب آغاز شد و در ژوئیه ۲۰۰۱ اتمام یافت. کشورهای عضو این اتحادیه عبارتند از: آنتیگوآ و باربودا، بهاماس، باربادوس، بلیز، دومنیکا، گرانادا، گویان، جامائیکا، مونتسرات، سنت کیتس و نویس، سنت لوسیا، سنت وینسنت و گرنادین‌ها، ترینیداد و توباگو. با این که تعداد اعضا زیاد است، اما جمعیت ۱۳ عضو اتحادیه ۶ میلیون نفر است که کمتر از سه کشور دیگر حوزه دریای کارائیب یعنی هائیتی، کوبا، و جمهوری دمنیکن می‌باشد.

## فعالیت
یکپارچه‌سازی اقتصادی کشورهای عضو با استفاده از بازار مشترک حوزه کارائیب صورت می‌گیرد. در طول دهه هشتاد میلادی، مشکلات اقتصادی اعضاء مانع از توسعه تجارت بین کشورهای منطقه شد. مسئله دیگر، به‌کارگیری قانون گمرک توسط اتحادیه بود که برابر آن کالاهای وارداتی باید از طریق کشورهای عضو عرضه شده باشد. در نتیجۀ عوامل فوق، این اتحادیه در طول حیات خود منفعل بود، اما در اجلاس ژوئیه سال ۱۹۹۰، اعضا موافقت کردند تا یکپارچه‌سازی را سرعت بخشند.

## نگرانی‌ها
کشورهای عضو اتحادیه نگران دفاع از موقعیت تجاری خود هستند، که از سال ۱۹۸۴ مورد توجه قرار گرفته است؛ و مطابق آن محصولات صادراتی غیر سنتی اعضا بدون پرداخت عوارض به بازار ایالات متحده عرضه می‌گردید. با توجه به موافقت‌نامه تجارت آزاد بین ایالات متحده و مکزیک، اهمیت کالاهای صادره از این کشورها کاهش یافت. با توجه به وضعیت جدید، اعضا درخواست کردند تا آن‌ها نیز همانند کشور مکزیک مورد توجه قرار گیرند.

## ارکان
- کنفرانس سران دولت‌ها
- شورای وزیران جامعه
- شورای وزارتی
- دیوان دادگستری
- دبیرخانه

### کنفرانس سران دولت‌ها
این کنفرانس منبع معتبر و موثق اتحادیه کشورهای حوزهٔ کارائیب است و سیاست کاری آن را تعیین می‌کند. این کنفرانس مسئول عقد پیمان‌ها از طرف اتحادیه و همچنین مسئول ایجاد روابط بین جامعه و سازمان‌های بین‌المللی و کشورها است.

### شورای وزیران جامعه
این شورا مسئول پیشبرد برنامه‌ریزی راهبردی و ایجاد هماهنگی در زمینه یکپارچگی اقتصادی، همکاری عملی و روابط خارجی است.

### شورای وزارتی
ارکان اصلی اتحادیه برای انجام کارهاز سوی شوراهایی یاری می‌شوند. این شوراها مسئول تنظیم سیاست‌ها، ارتقای شیوه‌های اجرایی همکاری نظارتی هستند.

### دیوان دادگستری
در فوریهٔ ۲۰۰۱، رهبران این سازمان توافق کردند که دیوان دادگستری کارائیب را در ترینیداد تشکیل دهند. این دادگاه به حل اختلاف‌های اعضای بازار و اقتصاد واحد کارائیب می‌پردازد، و به منزلهٔ دادگاه فرجام نهایی به‌جای هیئت مشاورین سلطنتی انگلستان در دسترس اعضای کاریکوم قرار دارد.

### دبیرخانه
دبیرخانه نهاد اصلی اداری اتحادیه کشورهای حوزهٔ دریای کارائیب است. وظایف دبیرخانه عبارتند از:
- تشکیل جلسات اتحادیه و کمیته‌های آن.
- پیگیری تصمیم‌های اتخاذ‌شده در جلسات.
- انجام مطالعات و بررسی در خصوص همکاری اقتصادی و عملیاتی مربوط به منطقه با توجه به موضوعات مربوط به دستیابی به اهداف جامعه کارائیب.